# 크리스티나 레알리
크리스티나 레알리(Cristiana Reali, 1965년 3월 16일 출생)는 브라질, 프랑스의 배우입니다.  

## 생애
1965년 3월 6일, 브라질 상파울루에서 브라질 언론인 카를로스 레알리와 프랑스 어머니 사이에서 2녀 중 첫째로 태어났다.  어린 시절에는 브라질에서 살았지만, 5살이 되었을 때 가족들과 프랑스로 이주 했다. 
유년기 시절 때부터 연기에 관심이 많았고, 12살 때 어머니의 응원에 힘입어 파리에서 연극을 공부하며 본격적인 연기 경력을 쌓기 시작했다. 크리스티나 레알리는 프랑스의 권위 있는 연기 학교인 쿠르 프랑(Cours Florent)에서 연기를 배웠고, 이 시기에 많은 연극 무대에 섰고, 작은 역할들을 맡으며 연극과 예술의 대한 열정을 발전시켰다. 

## 첫 주요 작품
크리스티나 레알리의 첫 번째 주요 연극 무대는 The Misanthrope입니다. 이 작품은 몰리에르(Molière)의 고전 희극으로, 프랑스 연극계에서 매우 중요한 작품으로 여겨진다. 이 작품에서 그녀는 주목받기 시작하며 연극 배우로서의 경력을 쌓기 시작했다.
크리스티나 레알리는 이 작품을 통해 프랑스에서 실력있는 연극배우로 인정받았고, 이후 다양한 연극과 TV, 영화에서 활발히 활동하게 되었다.

## 필모그래피
- 1989년: 살인 혐의(파트리스 르콩트 제작) - 볼링장에 있던 소녀역을 맡음
- 1992년: 낯선 사람(조루즈 시므농 제작)